# Saad Dine El Otmani
Pour les articles homonymes, voir El Ottmani.
Saad Dine El Otmani (en  arabe : سعد الدين العثماني), né le 16 janvier 1956 à Inezgane, est un médecin et homme d'État marocain.
Psychiatre de formation, il est l'auteur de plusieurs livres sur le droit islamique. Il siège au Conseil maghrébin de la Choura, conseil consultatif de l'Union du Maghreb Arabe. Il est un des fondateurs de l'association marocaine d'histoire de la médecine. 
Il intègre le parlement en 1997 comme député de Mohammedia pour le Parti de la justice et du développement (PJD) ,. Il est réélu lors des élections en 2002, 2007, 2011 et 2016.
En avril 2004, Saadeddine El Othmani est élu secrétaire général du PJD. Il incarne la ligne modérée face à la ligne identitaire.
En 2008, il est battu par Abdelillah Benkirane lors des élections internes du PJD. Il félicite son rival et intègre le conseil national.   
À la suite des élections législatives du 25 novembre 2011 donnant la victoire au PJD, il est nommé le 3 janvier 2012, par le roi Mohammed VI, ministre des Affaires étrangères et de la Coopération, poste qu'il occupe jusqu'au 10 octobre 2013.
Entre le 5 avril 2017 et le 7 octobre 2021, il devient le Chef du gouvernement du Maroc. Il annonce par la suite se retirer de la vie politique et il rouvre son cabinet de médecin.     

## Biographie

### Origines familiales
Saad Dine El Otmani est issu d'une célèbre famille chleuh de Souss originaire du village d'Aguercif (un petit village qui appartient aux tribus d'Amanouz près de Tafraout) , qui selon Mohamed Mokhtar Soussi, est l'« une des deux seules familles au Maroc où la science s'est perpétuée depuis plus de mille ans ». Il s'agit là de jurisprudence islamique et non pas de science au sens moderne. Sa famille a émigré vers un village de la vallée d'Ammelne puis à Inezgane[réf. nécessaire].

### Études supérieures
Saad Dine El Otmani, après avoir passé un baccalauréat en sciences mathématiques en 1976, s'engagea dans des études de médecine à Casablanca, obtenant un doctorat en médecine générale à la faculté de médecine de l'université Hassan II en 1986 et un diplôme de spécialité en psychiatrie en 1994. Il a aussi acquis une licence en droit musulman (charia) en 1983, puis un magistère en loi islamique à Dar al-Hadith al-Hassania en 1987 et un diplôme supérieur en études islamiques à la faculté des lettres et des sciences humaines de l'université Mohammed V de Rabat en novembre 1999.

### Parcours professionnel
Une fois devenu docteur en médecine, Saad Dine El Otmani commença, en 1987, à exercer en tant que médecin généraliste, puis à compter de 1991, dans le cadre de la poursuite de ses études médicales, également en tant que médecin en cours de spécialité en psychiatrie au centre hospitalier universitaire de Casablanca. En 1994, il devint psychiatre à l'hôpital psychiatrique de Berrechid, et ce, jusqu'en 1997.

### Carrière politique

#### Député
Sa carrière s'orienta alors résolument vers la politique, l'amenant à assurer diverses responsabilités. À la suite des élections législatives de 1997, il devint parlementaire d'Inezgane, sa ville natale, qu'il resta à la suite de celles de 2002 jusqu'en 2007. Parallèlement, il fut le vice-président de la commission des Affaires étrangères au Parlement en 2001-2002, devint membre du Conseil maghrébin de la Choura (conseil consultatif de l'Union du Maghreb arabe) en 2002 et évolua au sein de ses formations politiques de rattachement.
En janvier 1998, il devint le directeur du Mouvement populaire démocratique constitutionnel (MPDC), né d'une scission du Mouvement populaire (MP) et « ancêtre » du Parti de la justice et du développement (PJD), d'obédience islamiste ; en décembre 1999, le vice-secrétaire général du PJD ; et à partir de 2004, après la retraite politique d'Abdelkrim Al Khatib (fondateur du MPDC), son secrétaire général.
Lors des élections du parti de 2008, où il ne s'était pas représenté en tant que secrétaire général, il fut remplacé par Abdelilah Benkirane, mais obtint la présidence de son conseil national. Il est aussi devenu le président de la commission des relations internationales du PJD[réf. nécessaire][Quand ?].

#### Ministre des Affaires étrangères
Il est nommé le 3 janvier 2012, ministre des Affaires étrangères et de la Coopération dans le gouvernement Benkiran I, formé à la suite de la victoire du PJD aux élections législatives de 2011. Il remplace Taieb Fassi-Fihri, devenu conseiller diplomatique du roi Mohammed VI. Le 10 octobre 2013, il est remplacé par Salaheddine Mezouar dans le gouvernement Benkiran II.

#### Chef du gouvernement
Le 17 mars 2017, il est nommé chef du gouvernement par le roi Mohammed VI pour remplacer Abdel-Ilah Benkiran après cinq mois de blocage pour former un nouvel exécutif. Le 25 mars 2017, un accord sur une coalition comprenant le PJD, le RNI, le PPS, le MP et l'UC-USFP est trouvé. Il prend ses fonctions le 5 avril 2017.
Son mandat a été marqué par une conjoncture unique avec les évènements d’Al Hoceima, la campagne de Boycott contre la vie chère, le limogeage de certains ministres, la gestion de la pandémie du COVID-19 entre autres évènements exceptionnels qui ont mis à l’épreuve la mandature. Malgré un climat politique très difficile et les difficultés qu’a connues sa majorité, M. EL Otmani a toujours affirmé que son mandat a été marqué par d’importantes réalisations sur le plan économique et social. Ainsi, le Maroc a progressé de manière significative en termes de climat des affaires pour atteindre le 53ème rang mondial, les budgets des secteurs de la santé, de l’éducation et de l’appui social ont été fortement augmentés, ce qui a permis d’atteindre des résultats importants, de même que des réformes phares comme la réforme des centres régionaux d’investissements et la déconcentration ont pu voir le jour.
Aussi, El Otmani a été le premier Chef du Gouvernement à faire adopter un plan de mise en oeuvre du Programme Gouvernemental, publier régulièrement un bilan exhaustif de son action, comportant une situation exacte de la mise en œuvre des 435 engagements du Gouvernement sur le portail barnmaj.cg.gov.ma et des principales réalisations sur le portail hassila.gov.ma, de même qu’il dote pour la première fois en Avril 2019 la primature d’un organigramme.
Son gouvernement adopte en août 2018 un projet de loi sur le rétablissement d'un service militaire obligatoire d'un an pour les Marocains âgés de 19 à 25 ans.

### Prises de position
Saad Dine El Otmani s'est montré favorable à la légalisation, sous conditions, de l'avortement et du cannabis.